# باریم سولفات
باریم سولفات ترکیبی متشکل از باریم و گوگرد می‌باشد. فرمول شیمیایی آن BaSO4 است. به صورت جامد و سفید رنگ وجود دارد. در آب و دیگر حلال‌ها به آسانی حل نمی‌شود. فقط اسید سولفوریک غلیظ آن را حل می‌کند.

## کاربردها
باریم سولفات را به عنوان ماده حاجب پیش از عکس‌برداری با پرتو ایکس به بیمار می‌خورانند. از گرد سولفات باریم به عنوان رنگ‌دانه سفید در رنگ‌سازی استفاده می‌شود. جهت وزن مخصوص بالا در صنعت نفت نیز مورد استفاده قرار می‌گیرد.